# Glanegg
Glanegg è un comune austriaco di 1 923 abitanti nel distretto di Feldkirchen, in Carinzia. Nel 1956 ha inglobato il comune soppresso di Maria Feicht e nel 1957 quello di Tauchendorf.